# Szabadon (Született feleségek)
A Szabadon (Free) a Született feleségek (Desperate Housewives) című amerikai filmsorozat nyolcvanhetedik epizódja. Az Amerikai Egyesült Államokban először az ABC (American Broadcasting Company) adó vetítette 2008. május 18-án.

## Az epizód cselekménye
14 év telt el azóta, hogy Katherine Mayfair utoljára járt egy rendőrőrsön, de a beszélgetésre úgy emlékezett, mintha csak tegnap történt volna. Akkor azt tanácsolták neki - mivel a férje rendőrjárőr volt - hogy legjobb lesz, ha a bántalmazások elől inkább elmenekül. Ám Wayne Davis mindenütt rátalált! Katherine bejelenti a barátainak, hogy el kell hagynia a Lila Akác közt, ám a féltve őrzött titkára lassanként fény derül. Bree - kisegítve a barátnőjét - átveszi a szervezéssel járó feladatokat Bob és Lee esküvői ceremóniáján. Gabrielle-t hatalmas meglepetés éri, amikor rátalál Ellie dugipénzére egy játék-mackóban, amely egy kisebbfajta vagyonnal ér fel. A Scavo-házban továbbra is fagyos a hangulat, miközben Susan rádöbben, hogy hamarosan el fog veszíteni egy számára kedves embert.

## Mellékszereplők
- Nathan Fillion - Adam Mayfair
- Kathryn Joosten - Karen McCluskey
- Gary Cole - Wayne Davis
- Justine Bateman - Ellie Leonard
- Tuc Watkins - Bob Hunter
- Kevin Rahm - Lee McDermott
- Gale Harold - Jackson Braddock
- Ellen Geer - Lillian Simms
- Josie DiVincenzo - Rendőrnő
- Hailee Denham - Dylan Davis
- Kaili Say - Juanita Solis
- Daniella Baltodano - Celia Solis

## Mary Alice epizódzáró monológja
- A narrátor, Mary Alice monológja az epizód végén így hangzik (a magyar változat alapján):

"Van egy szertartás, amit a barátnőim évek óta gyakorolnak. Heti egyszer összeülnek kártyázni és megbeszélik ügyes-bajos dolgaikat. Persze van ezeknek az együttléteknek más jelentősége is, aminek semmi köze a pletykához vagy a pókerhez. Minden héten egyszer emlékezteti a barátnőimet egy alapvető emberi igazságra: nincsen fontosabb az időt álló barátságnál. Különösen egy állandóan változó világban."

## Érdekesség
- A Brenda Strong által alakított Mary Alice Young nem csak hallható, de látható is ebben az epizódban: a Pite-csata című epizód óta először, a negyedik évadban másodjára.
- Ezt az epizódot először 2008. május 18-án vetítette az amerikai ABC csatorna, közvetlenül az előző epizód, a Nomen est Omen után, így a Szabadon a reklámokkal együtt két órás évadfinálé második fele volt.
- Ez az utolsó epizód, ami pontosan követi a cselekmény eddigi időbeli haladását: a következő rész, a Röpül az idő... már 5 évvel később, 2013-ban játszódik.

## Epizódcímek szerte a világban
- Angol: Free (Szabadon)
- Olasz: Liberi (Szabadok)
- Francia: Amies pour la vie (Örök barátok)
- Francia-kanadai: Un Rituel (Egy hagyomány)